# Porto Mendes
Porto Mendes é um distrito brasileiro pertencente ao município de Marechal Cândido Rondon, Paraná. É banhado pelo lago artificial da Usina Hidrelétrica de Itaipu e faz divisa com o Paraguai. Se liga a sede do município pela PR-467. Tornou-se distrito no dia 23 março de 1958  município de Toledo. Em 25 de julho de 1960 se desmembra do município de Toledo e passa a ser distrito do recém criado município de Marechal Cândido Rondon (ex-General Rondon).

## Turismo
- Parque de Lazer Annita Wanderer
O Parque de Lazer Annita Wanderer foi inaugurado em 12 de outubro de 1984. Possui uma área de 128.640 m². Oferece aos seus visitantes churrasqueiras, banheiros, restaurante, quadras esportivas, parque de diversão para crianças, local para acampamento com mesas, atracadouros e praia artificial. O local sedia eventos de pesca como a Prova Aberta de Pesca a Corvina realizada em abril e o torneio de Pesca Esportiva ao Tucunaré que acontece em setembro. Em novembro acontece a abertura oficial da temporada de verão, junto com o Festival de Ecoturismo . De dezembro a fevereiro a programação é especial, com várias atividades de lazer, recreação e entretenimento.  
- Museu Padre José Gaertner

O museu tem em seu acervo, peças de grande valor que eram utilizadas no antigo Porto Mendes Gonçalves, fundado pela Companhia Mate Laranjeira em 1915. Hoje as antigas instalações do Porto Mendes Gonçalves estão encobertas pelo Lago Internacional de Itaipu, porém muitas máquinas, elementos decorativos e utensílios estão preservados no Museu de Porto Mendes. Está localizado dentro da sede do distrito, na Avenida Capitão Heitor Mendes, s/n.